# Omnio
Omnio – trzeci album norweskiego zespołu metalowego In the Woods..., wydany w 1997 roku.
Album jest kontynuacją drogi rozwojowej obranej przez zespół podczas nagrywania A Return to the Isle of Men. Zespół odszedł od stylistyki blackmetalowej na rzecz własnego niezdefiniowanego stylu.

## Lista utworów
1. "299 796 Km/s" - 14:46
2. "I Am Your Flesh" - 7:06
3. "Kairos!" - 3:36
4. "Weeping Willow" - 11:39
5. "Omnio? (pre)" - 12:02
6. "Omnio? (bardo)" - 5:56
7. "Omnio? (post)" - 8:08

## Twórcy
- Christian Botteri - gitara basowa, śpiew
- Christopher Botteri - gitara
- Bjørn Harstad - gitara
- Anders Kobro - perkusja
- Oddvar Moi - gitara
- Jan Kennet Transeth - śpiew
- Synne Larsen - śpiew (sopran)

### Muzycy sesyjni
- Silje Ulvevadet Dahli - skrzypce
- Pär Arne Hedman - skrzypce
- Arve Lomsland - pianino
- Nedim Praso - wiolonczela, gitara
- Kjell Age Stoveland - skrzypce